# Église Saint-Jean-Chrysostome (Iaroslavl)
L'église Saint-Jean-Chrysostome, ou Saint-Jean-Bouche-d'Or, appelée également église Saint-Jean-Chrysostome de Korovniki (en russe : Церковь Иоанна Златоуста ; tserkov Ioanna Zlatoousta) est une église orthodoxe construite entre 1649 et 1654, en face du confluent de la Volga et du Kotorosl, dans la ville russe de Iaroslavl, dans le faubourg de Korovniki. Elle fut construite aux frais de riches marchands : les frères Nejdanovski. L'église voisine est une église d'hiver et chauffée. Elle est dédiée à l'icône de Notre-Dame de Vladimir. 

## Caractéristique
Cette église est parmi les plus achevées, les plus harmonieuses des édifices architecturaux de la ville de Iaroslavl. Elle constitue un bel exemple de l'École d'architecture de Iaroslavl. La richesse de sa décoration extérieure, la profusion des carreaux de faïence qui encadrent les porches et les fenêtres la distingue des immeubles de ce quartier relativement pauvre et peu aménagé. Elle est construite sans sous-sol mais compense la perte de hauteur qui en résulte par la taille élevée des tambours qui la dominent et par le recouvrement en éléments à forme d'écailles qui grossissent le diamètre de ses dômes. Comme l'église du prophète Élie de Iaroslavl, elle forme, avec les édifices qui l'entourent, porches, papertes, chapelles, clochers, église d'hiver, un ensemble assez hétérogène aux formes contradictoires mais heureusement combinées. Deux pyramides latérales relient le groupe des coupoles au porche. Un haut clocher sur une base octogonale est couronné par une pyramide ajourée. La fenêtre centrale des absides est décorée d'un fastueux encadrement en carreaux de faïence. 
Le décor prend ici le pas sur l'architecture, témoignant d'un esthétique nouvelle. Des chapiteaux d'inspiration corinthienne sont garnis de clefs pendantes, séparant les deux arcs géminés des perrons ajoutés en 1690. 
L'église d'hiver (dédiée à saint Vladimir) est plus tardive et date de 1669. Pour ne pas nuire à l'harmonie de l'ensemble, ses mesures sont copiées sur celle de l'église d'été (non chauffée). Du fait que ses dimensions restent considérables pour une église d'hiver, le rez-de-chaussée est scindé en deux étages dont la partie supérieure est un grenier.

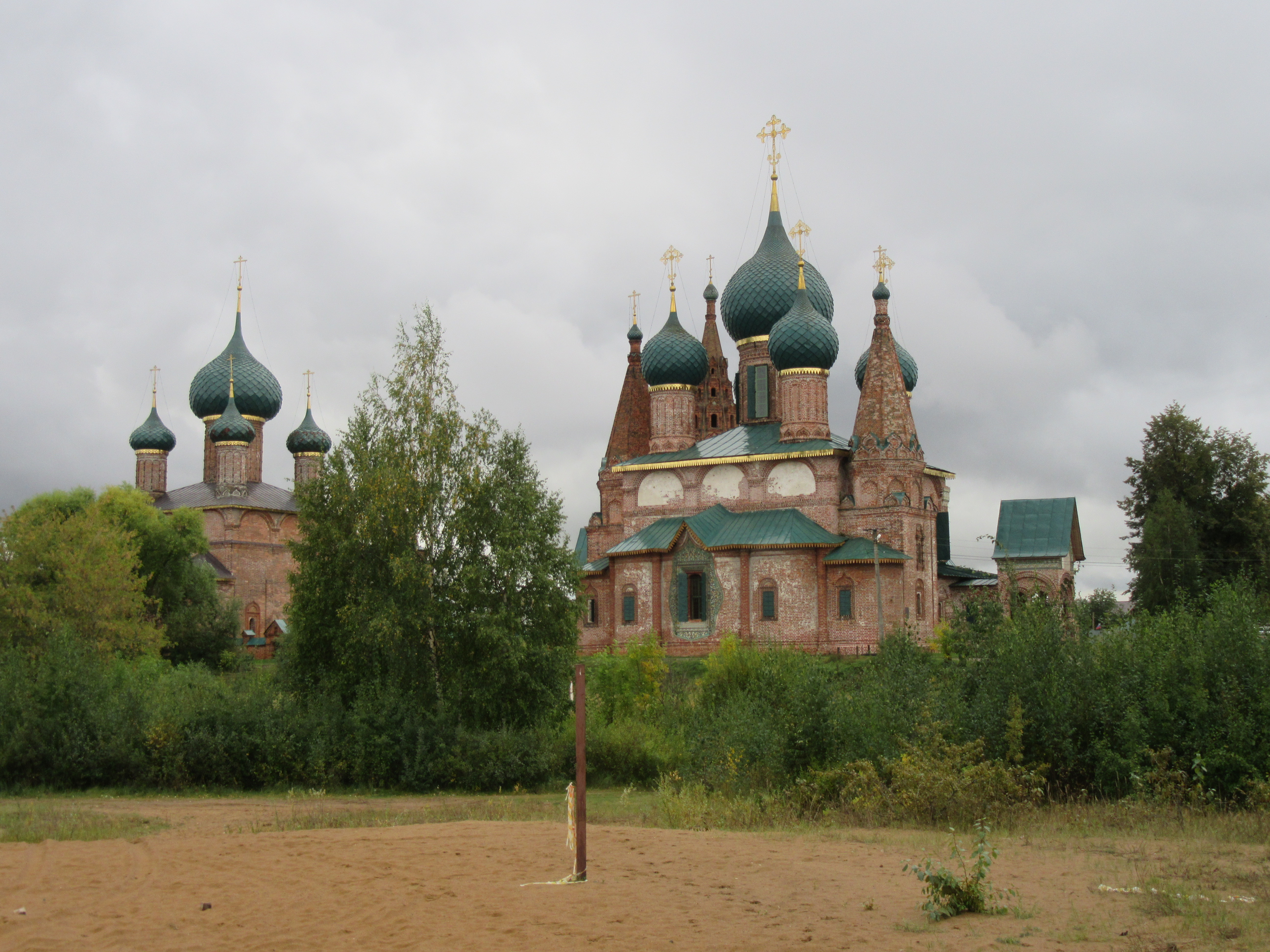
Les deux églises (été-hiver) Saint-Jean-Chrysostome et N.-D.-de-Vladimir

Le clocher-carillon est situé entre les deux églises. La décoration du toit est riche. Une ceinture de chirinki entoure la base du chatior. Sa hauteur (37 mètres) et son élégance l'ont fait surnommer le "cierge de Iaroslalv" . 
La porte monumentale ajoutée à l'ensemble est de style baroque Narychkine.
L'ensemble de ces bâtiments est visible de la Volga, bien qu'en 2015 la végétation entre l'église et le fleuve les cache un peu en été. 

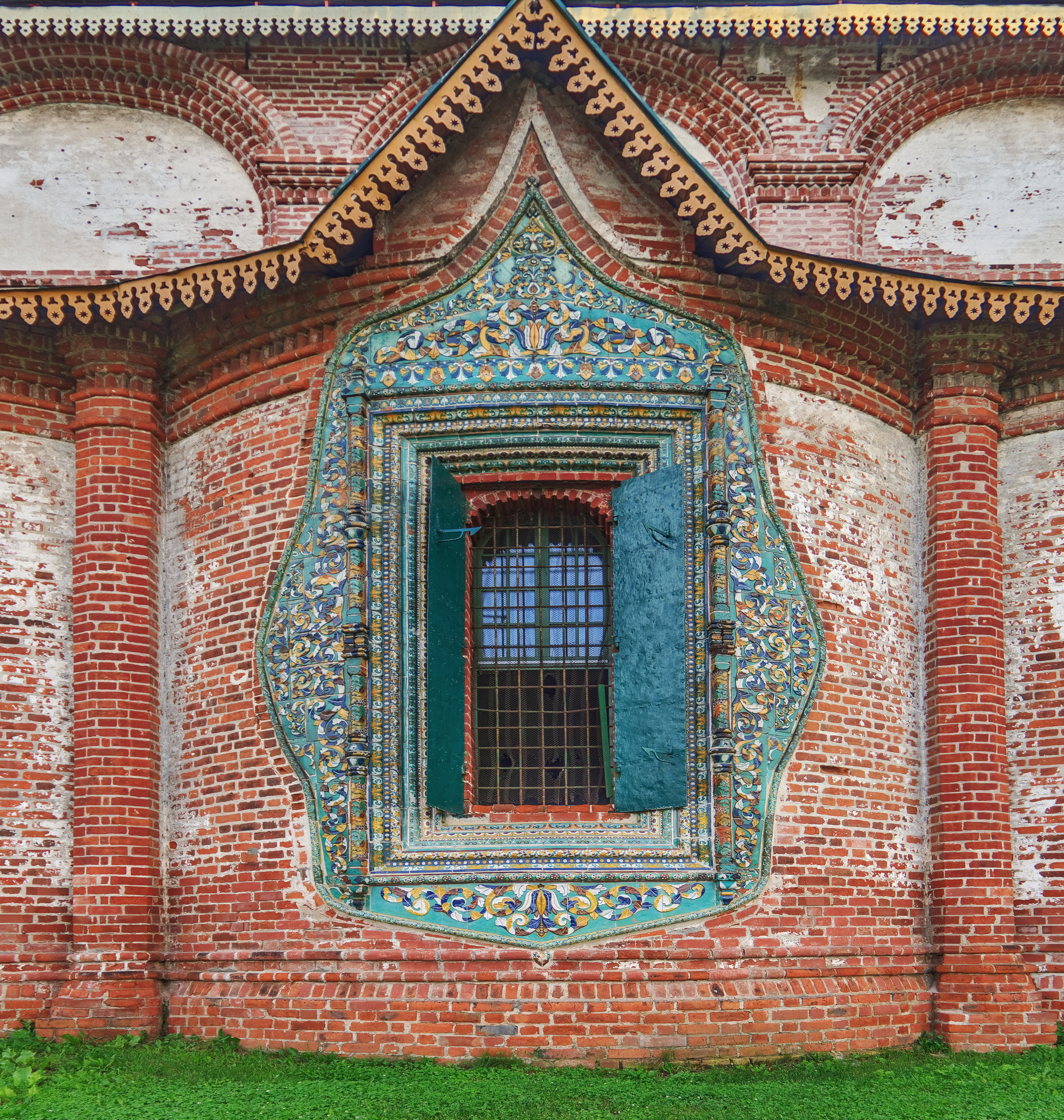
carreaux de faïence de la fenêtre d'autel à l'église Saint-Jean-Chrysostome

La fenêtre d'autel évoque une somptueuse tapisserie. Contrairement aux églises de Vladimir au XIIe siècle, celles de Iaroslavl font triompher l'ornementation gai et accueillante. La baie est encadrée par quatre doubles rangées de moulures. La bordure de l'encadrement imite une arabesque sinueuse qui contraste avec la nudité des murs voisins. Au centre rayonne le chatoiement des faïences vertes et jaunes 

Il a été photographié par Sergueï Prokoudine-Gorski en 1911, ce qui permet de constater qu'à cette époque les briques n'étaient pas nues, mais recouvertes d'enduits et de couleurs. 

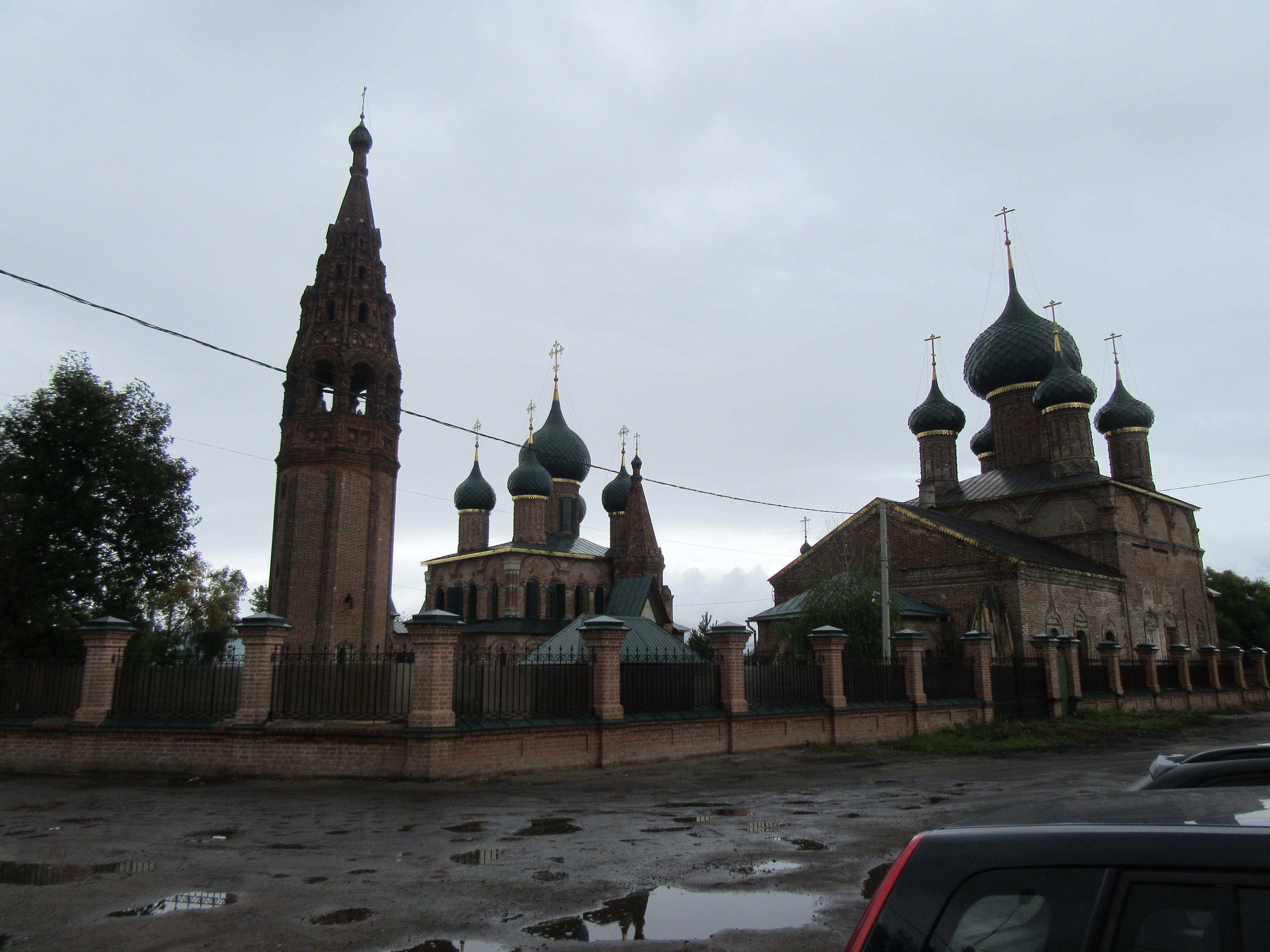
Église d'hiver et d'été et clocher
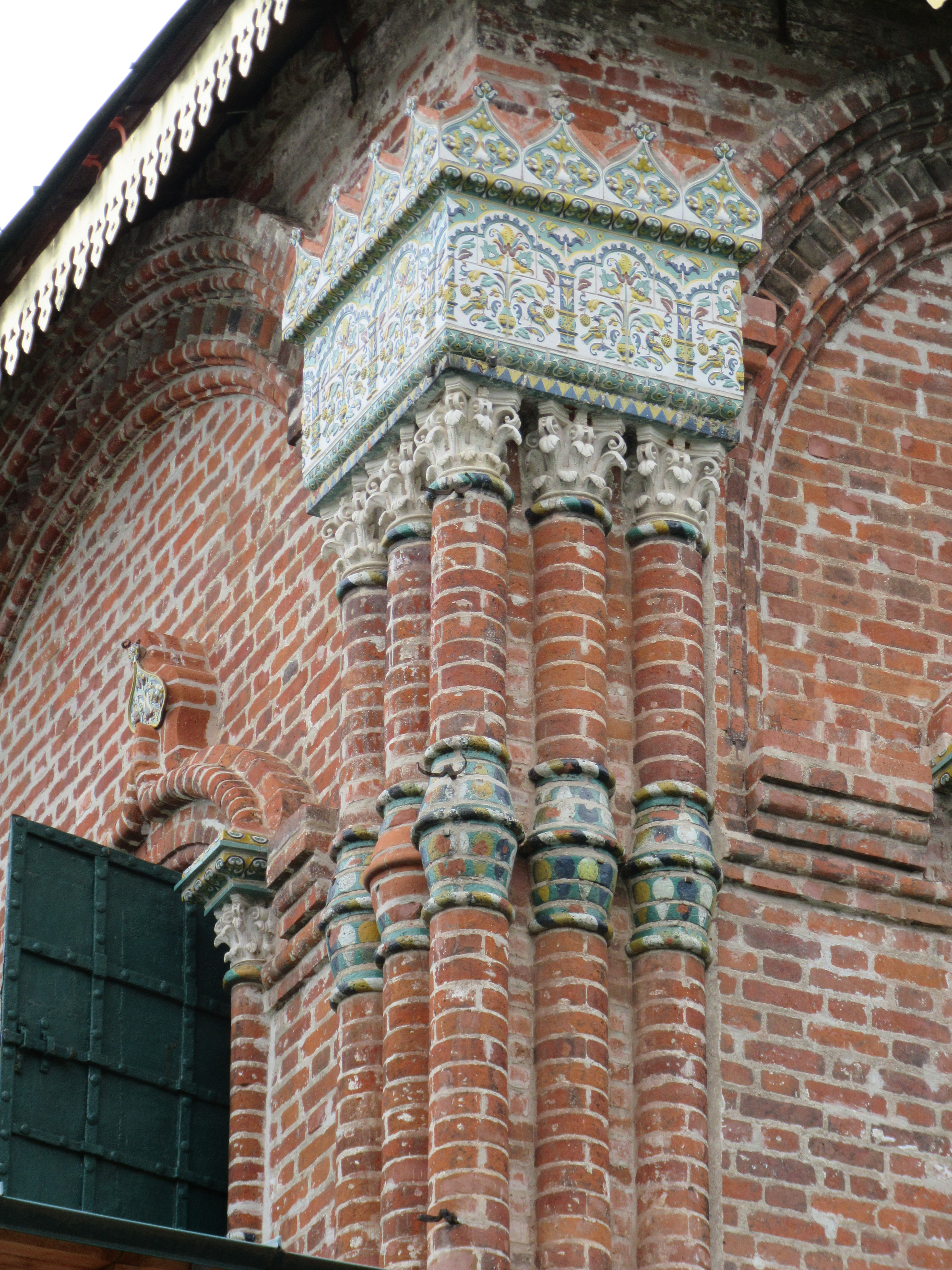
décoration en faïence
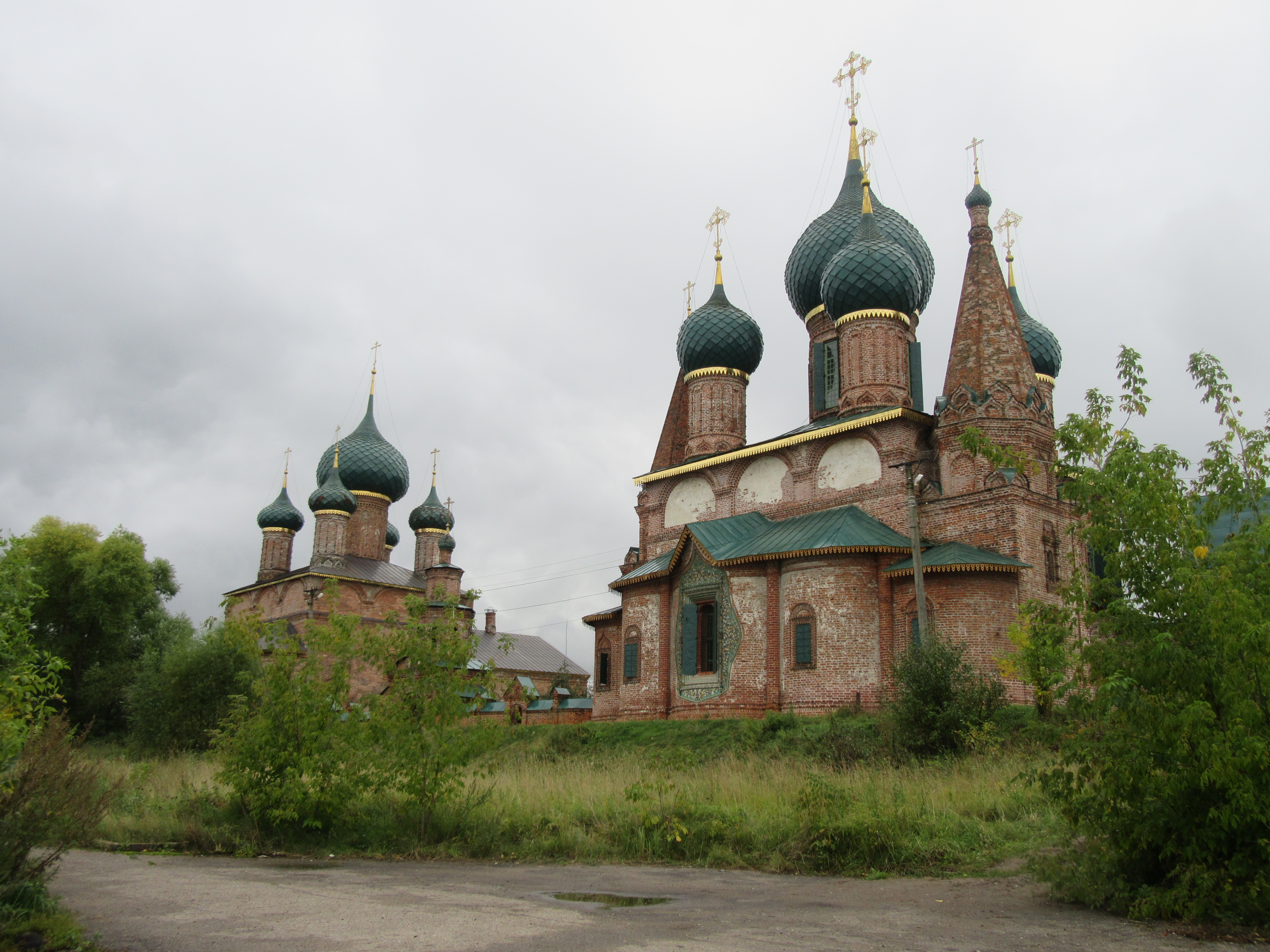
église Saint-Jean-Chrysostome
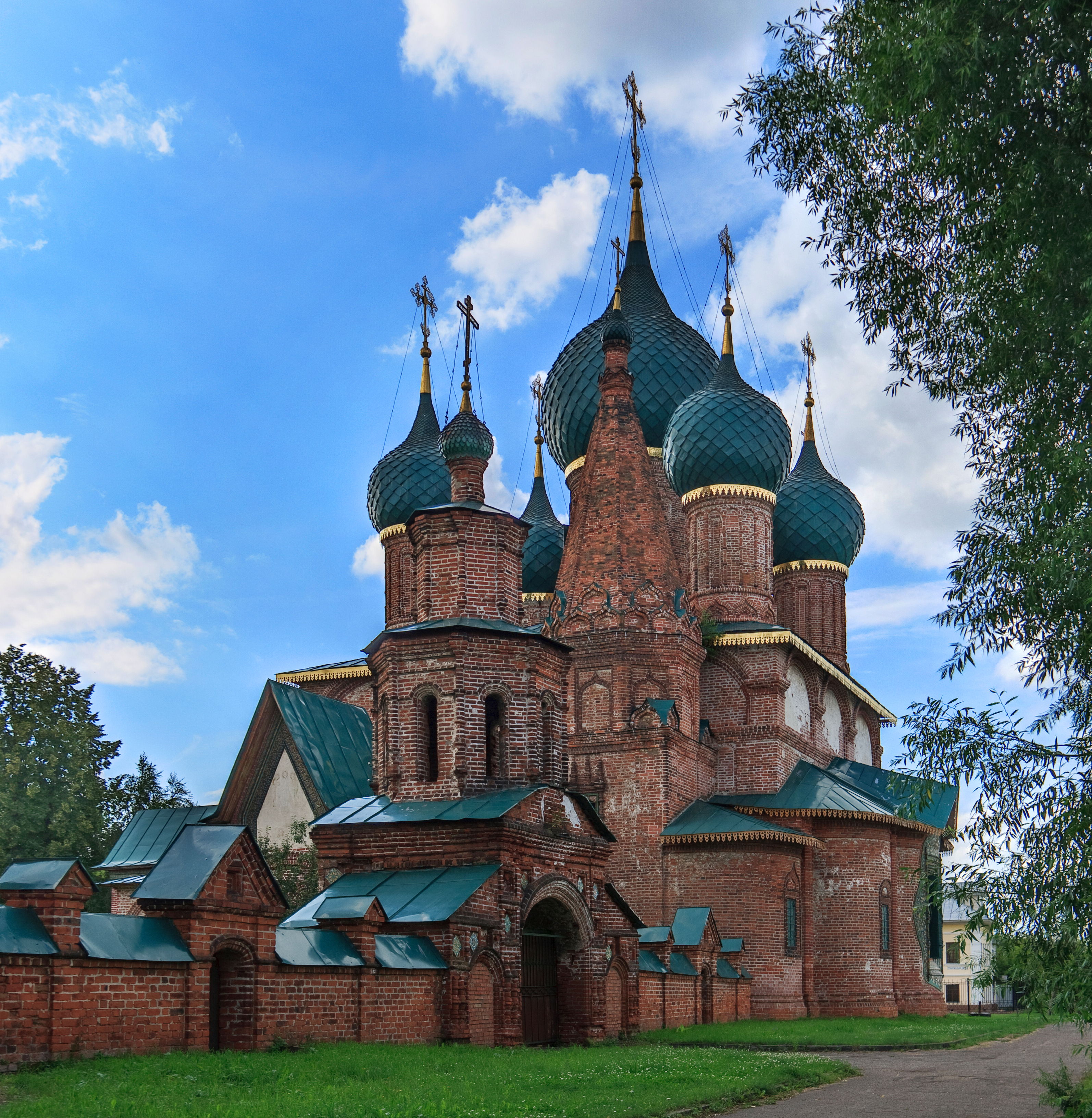
église Saint-Jean-Chryostome
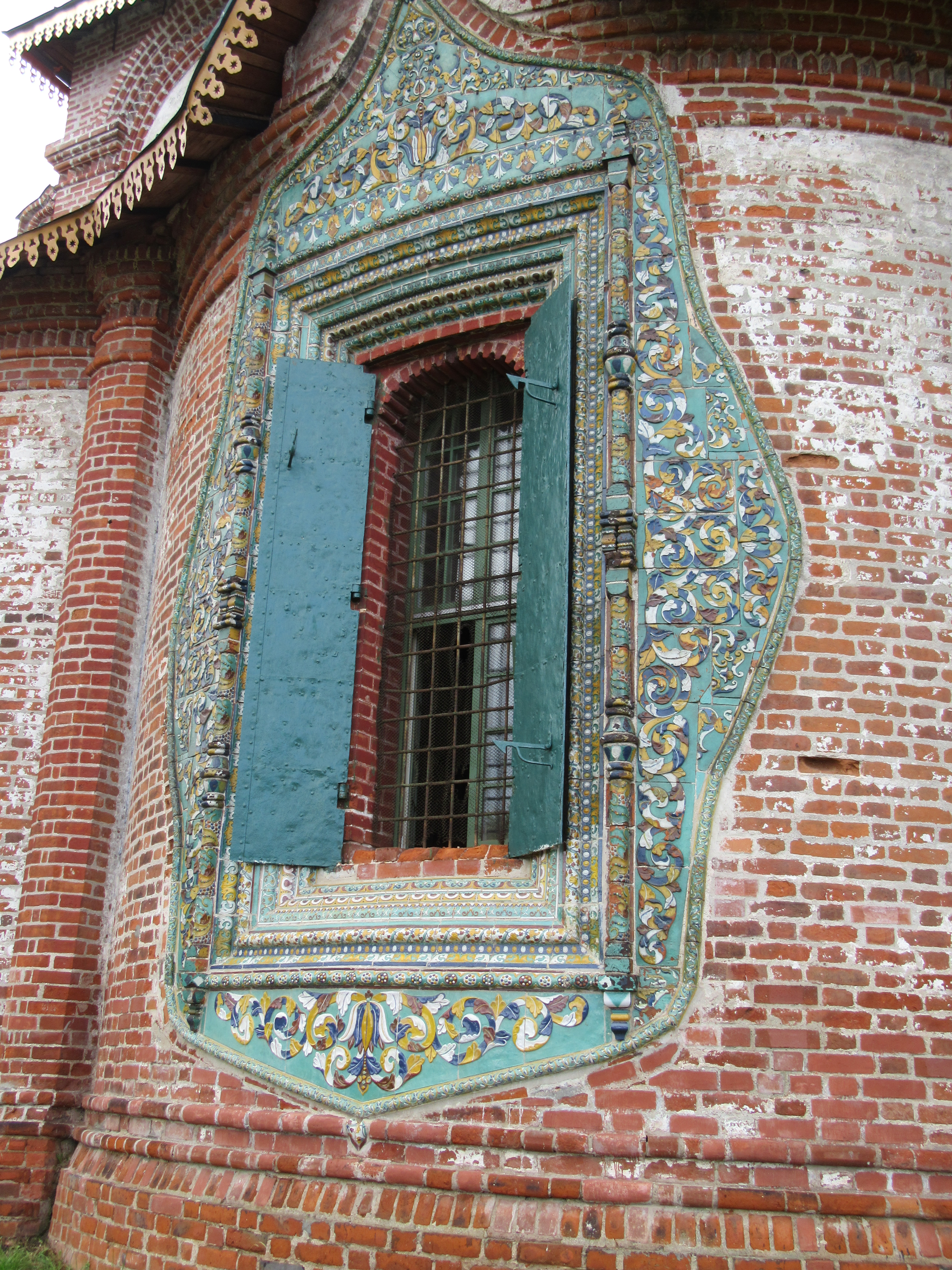
fenêtre décorée de carreaux de faïence

## Liens
- (ru) http://www.moi-jaroslavl.ru/zerkvi-v-slobodax/xrami-v-korovnikax.html
- (ru) http://sobory.ru/article/?object=00215
- (ru) http://yaroslavlru.ru/Arhitect/korovn.htm
- (ru) http://matrlx.ru/index.php?page=Old-believe-temples-of-Yaroslavl